# Préfecture de Mandiana
La préfecture de Mandiana est une subdivision administrative de la région de Kankan, en Guinée. Le chef-lieu est la ville de Mandiana.

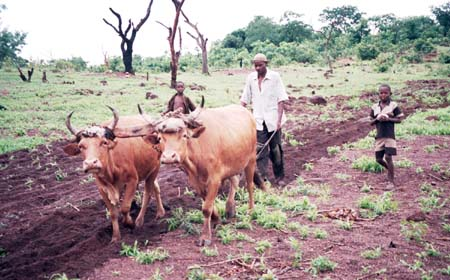
Agriculture traditionnelle en Guinée, Afrique de l'Ouest

## Subdivision administrative
La préfecture de Mandiana est subdivisée en treize (13) sous-préfectures: Mandiana-Centre, Balandougouba, Dialakoro, Faralako, Kantoumania, Kiniéran, Koundian, Koundianakoro, Morodou, Niantania, Saladou, Sansando et Kodiaran.

## Population
En 2016, le nombre d'habitants de la préfecture a été estimé à 359 288, selon une extrapolation officielle du recensement de 2014 qui en avait dénombré 335 999.

## Personnalité lié
- Amara Traoré député de la préfecture de 2020 en 2021 ;